# Guido és Maurizio de Angelis

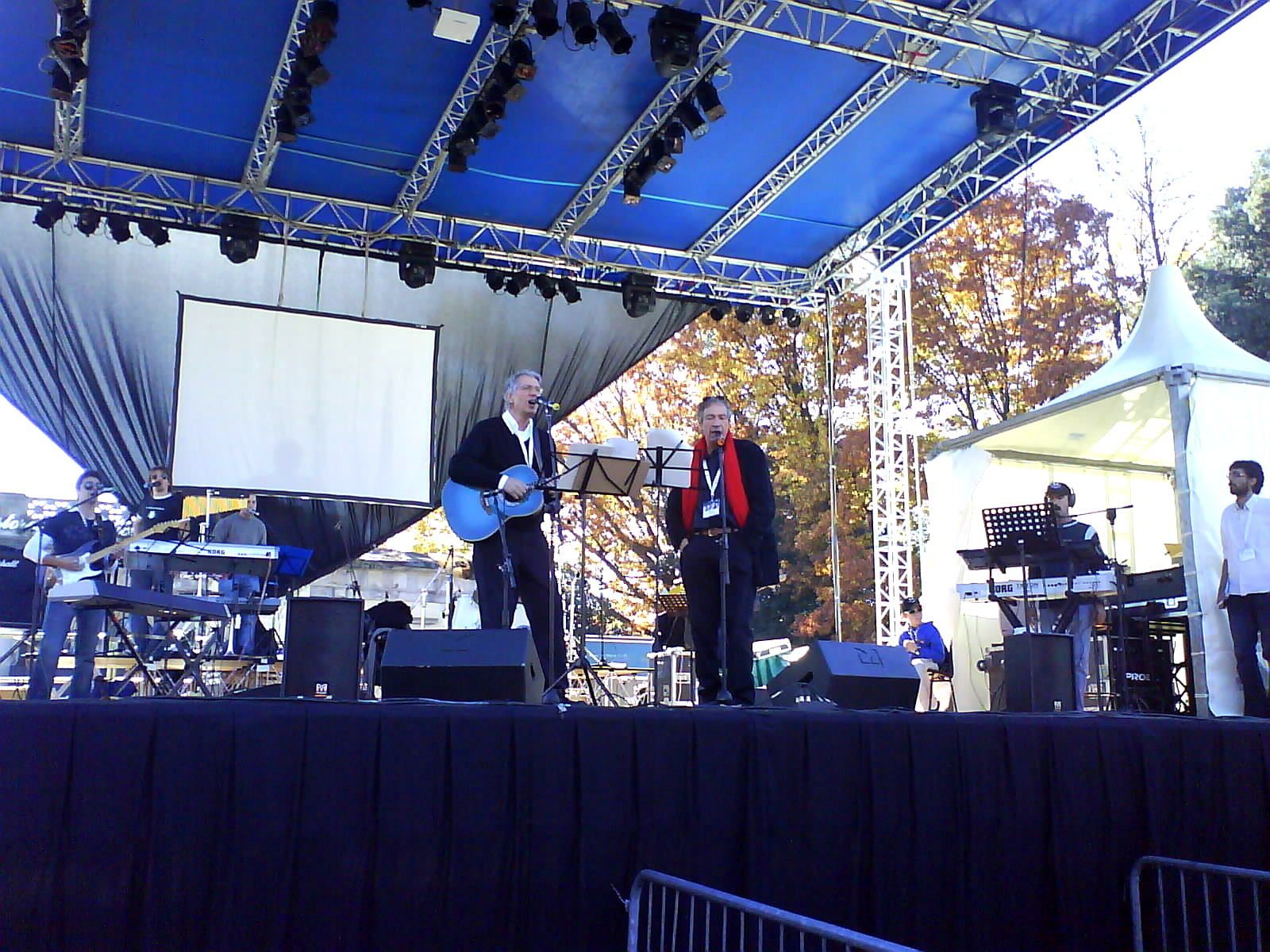
2007-ben

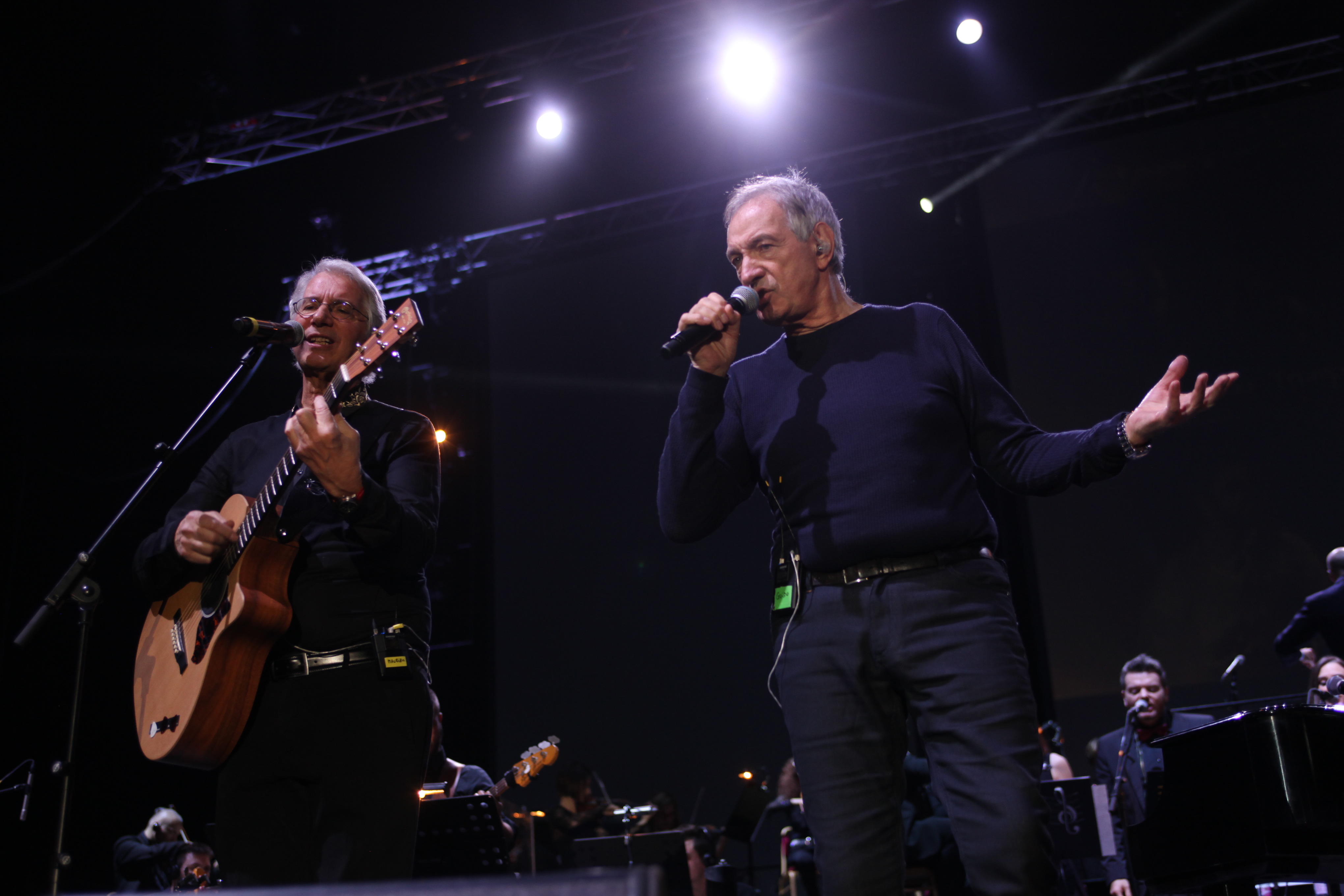
Guido & Maurizio de Angelis 2016-ban Budapesten

Guido és Maurizio de Angelis egy testvérpár, Guido (Rocca di Papa, 1944. december 22. –) és Maurizio (Rocca di Papa, 1947. február 22. –) olasz előadóművészekként és zeneszerzőként váltak közismertté. Hivatkoznak rájuk Oliver Onions néven is, melyet lemezeik és CD-ik egy részén használtak, illetve az Andrew vagy Antony Barrymore néven, melyet filmzenék esetében lehet látni. Guido szerzői azonosítója 00001016759, Maurizio 00001017854.

## Pályafutásuk
Rocca di Papában születtek, Olaszországban. Pályafutásukat gitározással kezdték, majd Maurizio zeneszerzést és harmóniát, Guido pedig fuvolázást tanult.
A zene szakmájukká is vált: végigjárták Olaszországot a Black Stones nevű együttessel, melynek neve később G & M lett. 1967 után zenekarban játszottak és olyan híres zeneszerzők zeneszámait adták elő, mint Ennio Morricone, Riz Ortolani , Armando Trovaioli és még sokan mások. Számos közismert olasz énekessel is közreműködtek előadásaik során. 1970-ben találkoztak Nino Manfredi-vel, akinek híres zenéjüket, a Tanto pè cantà-t írták, és így lett az első filmzenéjük, – amit Nino Manfredi "Per Grazia Ricevuta" (Csoda, olasz módra, 1971) című filmjéhez írtak – hatalmas siker.
Ezt követte számos közismert filmzene, mint amilyen a Sandokan, Zorro, Il Corsaro Nero (A Fekete Kalóz), és számos Bud Spencer film ismert zenéje, mint amilyen a Különben dühbe jövünk „Dune Buggy” című száma. Néhány spagettiwestern filmzenéjét is Angelisék szerezték, többek között az „utolsó olasz western”-nek tekintett Keoma filmzenéjét is. Hozzájuk kötődik a 80 nap alatt a Föld körül Willy Foggal  című rajzfilmsorozat zenéje is.
A legtöbb Bud Spencer és Terence Hill film zenéit ők írták és adták elő.

## Diszkográfia
Dune buggy T-005.004.116-1